# Einar J. Hareide
Einar Johan Hareide, född 27 april 1959 i Hareid i Møre og Romsdal, är en norsk designer, som var designer för Saab 1985-1989 och 1991-1994, samt designchef 1994-1999.
Efter ett år på linjen för teckning, form och färg vid yrkesskolan i Herøy gick han 1980-1981 ett år på Statens håndverks- og kunstindustriskole (SHKS) i Oslo, samt började 1981 vid Högskolan för Design och Konsthantverk i Göteborg, där han 1985 blev Master of Design.
Hareide var med och tog fram bland annat Saab 9-5. Han tog även fram den nya 900-modellen som lanserades 1994, och som han tilldelades såväl Scandinavian Design Prize som Utmärkt Svensk Form för. Han har även arbetat för Mercedes-Benz 1989-1991. Sedan 2000 driver han Hareide Designmill.